# Temelín

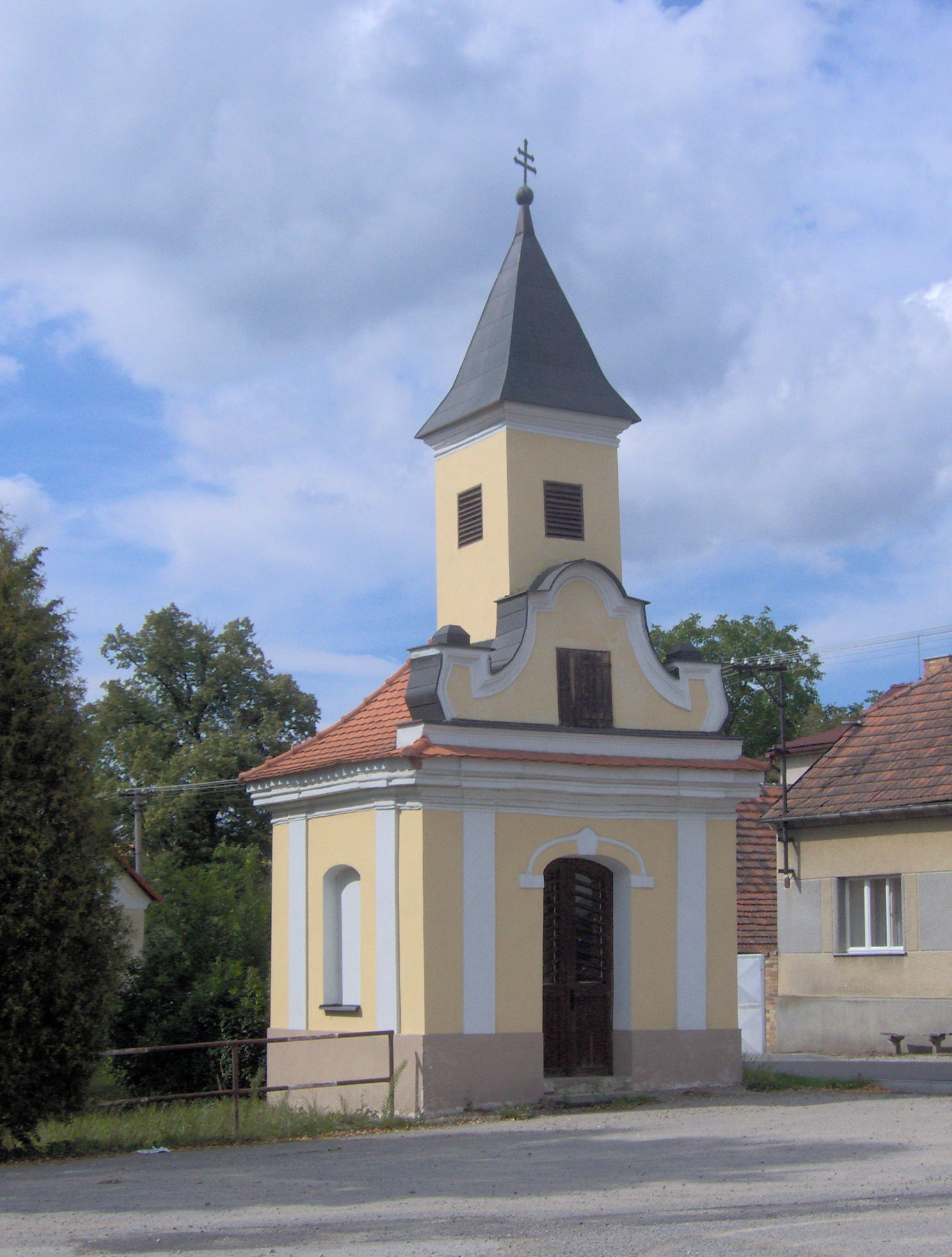
Kapelle in Temelín

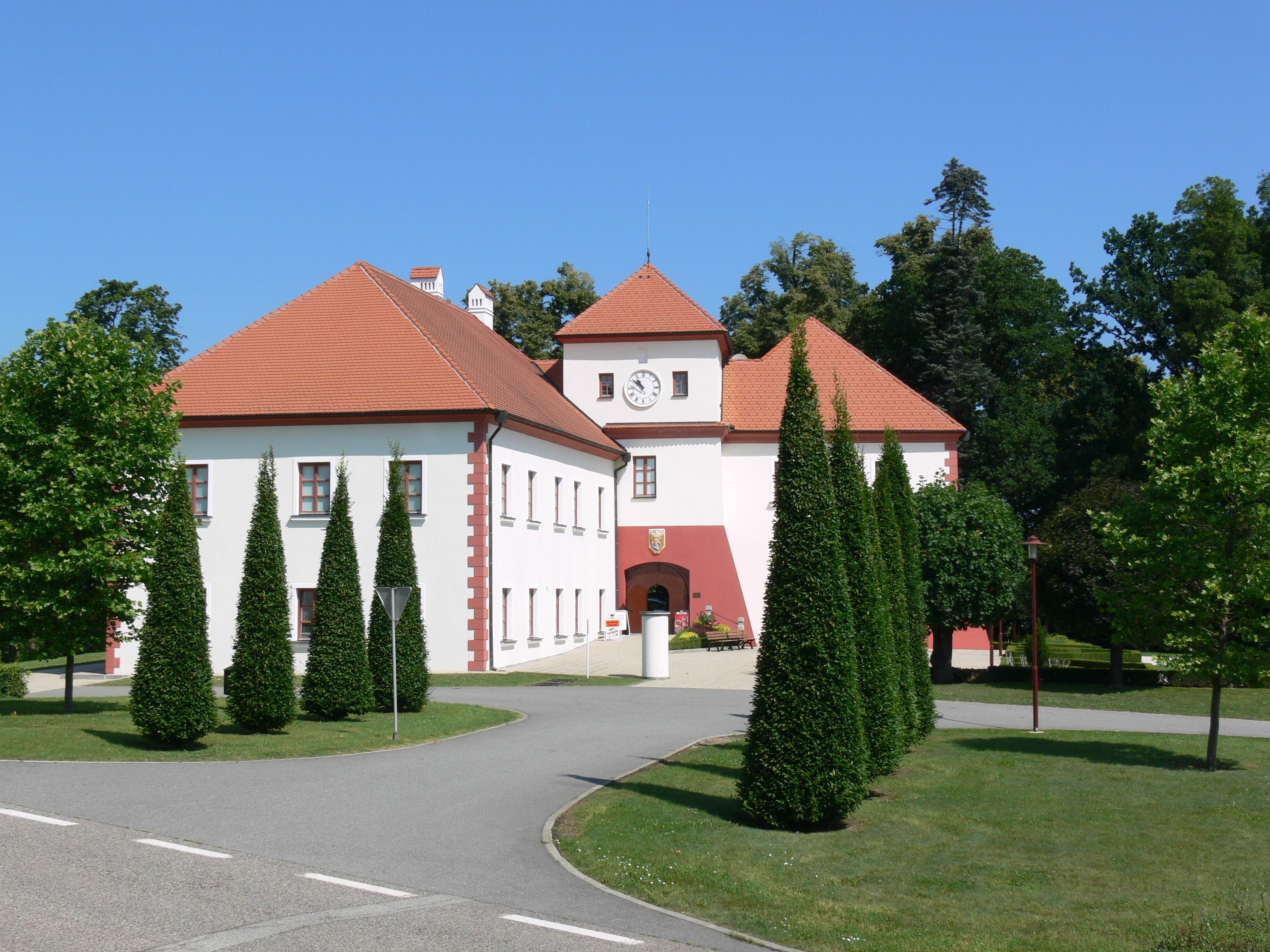
Schloss Vysoký Hrádek

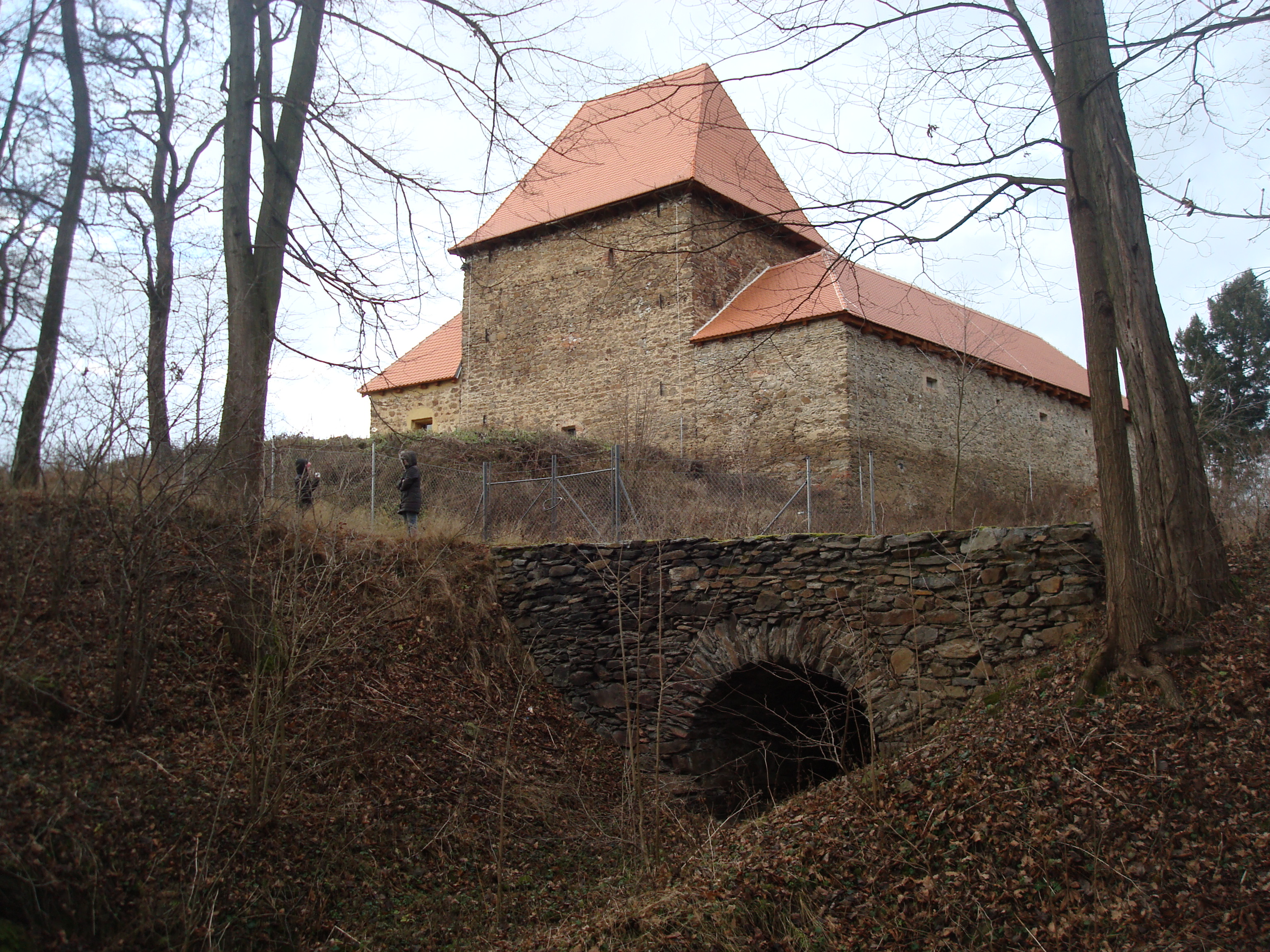
Feste Býšov

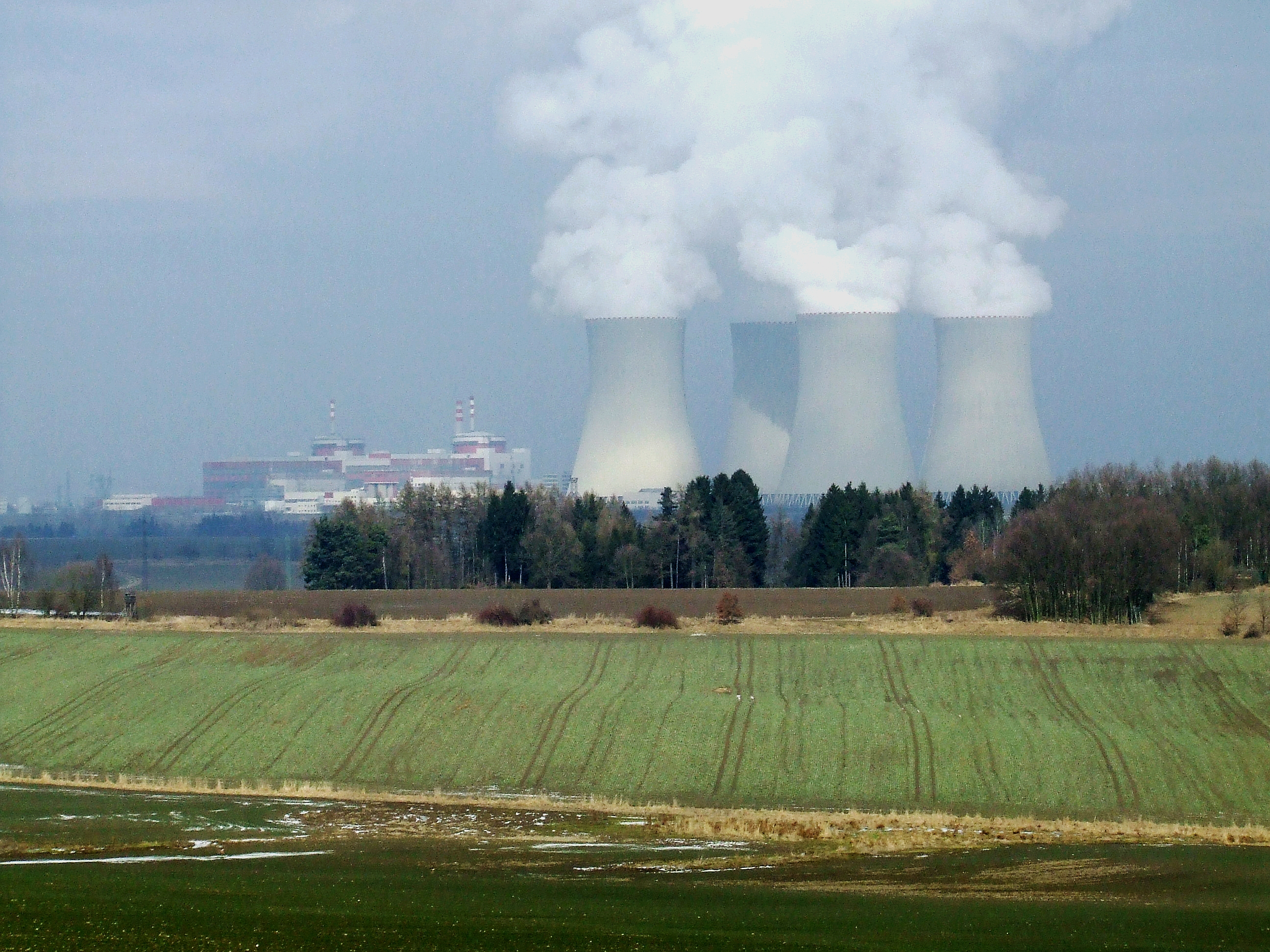
Kernkraftwerk Temelín

Temelín (anhörenⓘ), bis 1914 Velký Temelín (deutsch Temelin, früher Groß-Temelin; älter Deutsch Temelin) ist eine Gemeinde in Tschechien. Sie liegt 25 km nordwestlich von Budweis und gehört zum Okres České Budějovice. Bekannt ist der Ort vor allem durch das Kernkraftwerk Temelín.

## Geographie

### Geographische Lage
Temelín befindet sich auf einer Hochfläche in den südöstlichen Ausläufern der Písecké hory (Píseker Berge). Im Norden erhebt sich die Zdoba (574 m), südwestlich erhebt sich der Chocholouš (523 m) sowie im Nordwesten die Kometa (593 m) und der Pecivál (604 m). Im Ort entspringt der Bach Temelínský potok, nordwestlich der Bílý potok. Gegen Südosten liegen das Kernkraftwerk Temelín sowie die Wüstungen Březí u Týna nad Vltavou, Knín, Podhájí und Temelínec. Durch Temelín führt die Bahnstrecke Číčenice–Týn nad Vltavou.

### Gemeindegliederung
Die Gemeinde Temelín besteht aus den Ortsteilen
- Březí u Týna nad Vltavou (Brzezy),
- Knín (Kmin),
- Kočín (Kotschin, auch Kotzin),
- Křtěnov (Krtienow),
- Lhota pod Horami (Lhota unterm Gebirge),
- Litoradlice (Litoradlitz),
- Podhájí (Podhay, auch Podhag),
- Sedlec (Sedlitz),
- Temelín (Groß Temelin),
- Temelínec (Klein Temelin, auch Böhmisch Temelin) und
- Zvěrkovice (Zwirkowitz).

Zu Temelín gehören zudem die Wohnplätze Coufalka (Laufalka), Hůrka, Kaliště, Planovy, Rozovy, Shon, Strouha, U Bočků, U Palečků, U Pištory und Záluží. Grundsiedlungseinheiten sind Březí u Týna nad Vltavou, Kaliště, Knín, Kočín, Křtěnov, Lhota pod Horami, Litoradlice, Podhájí, Sedlec, Temelín, Temelínec, Záluží und Zvěrkovice.
Das Gemeindegebiet gliedert sich in die Katastralbezirke Březí u Týna nad Vltavou, Knín, Kočín, Křtěnov, Lhota pod Horami, Litoradlice, Sedlec u Temelína, Temelín, Temelínec und Zvěrkovice u Týna nad Vltavou.

### Nachbargemeinden
Nachbarorte sind U Sýkorů, Přehájek, Všeteč, Karlov I und Všemyslice im Norden, Bojiště, Bohunice, Červený Vrch und Záluží im Nordosten, Zvěrkovice, U Palečků und Hněvkovice na levém břehu Vltavy im Osten, U Pištory, Litoradlice und Křtěnov im Südosten, Kočín, Dříteň und Malešice im Süden, Sedlec und Lhota pod Horami im Südwesten, Planovy, Těšínov und Rozovy im Westen sowie Kaliště und Shon im Nordwesten.

## Geschichte
Die erste schriftliche Erwähnung des Dorfes erfolgte im Jahre 1381. 1389 wird der Ort als Tomelin (von Thomeleins, Ort im Besitz eines Mannes namens Thomel) bezeichnet und ab 1398 als Deutsch Temelin. Nach Antonín Profous leitet sich der Ortsname vom deutschen Personennamen Thomel (früher gebräuchliche Abkürzung für den Vornamen Thomas) her. Tomelin ist daher wahrscheinlich von Thomeleins, Ort im Besitz eines Mannes namens Thomel abgeleitet. Die Bezeichnung Deutsche Temelin erfolgte zur Abgrenzung mit dem nahegelegenen Ort Böhmisch Temelin (heute Temelínec). Temelín gehörte anteilig verschiedenen Vladiken, ein Teil des Dorfes war zur Feste Vlhlavy untertänig. Im Jahre 1482 verkauften die Vladiken von Chlum ihren Anteil von Temelín an Peter Kořenský von Terešov. In der Mitte des 16. Jahrhunderts errichteten die Kořenský von Terešov in Nezdaschow einen kleinen Adelssitz, an den auch Temelín angeschlossen wurde. Nach der Schlacht am Weißen Berg wurden die Güter des Zdeněk Kořenský konfisziert. Die Hofkammer verkaufte das Gut Nezdaschow am 18. Juli 1623 an Sezyma von Wrtby, der 1630 von Baltasar von Marradas noch den Hof Všemyslice hinzukaufte und mit dem Gut vereinigte. In der Mitte des 18. Jahrhunderts gehörte Nezdaschow Carolina von Wrtby, verheiratete Gräfin Chermont und danach deren Tochter Philippina, die es 1764 in ihre Ehe von Karl Friedrich von Schütz einbrachte. Wegen Überschuldung gelangte das Gut 1785 in Licitation und wurde vom k.k. Bergrat Prosper von Berchtold ersteigert. Dieser überließ es im Jahre 1800 seinem Sohn Karl, welcher es 1812 an seinem Sohn Prosper vererbte. Im Jahre 1840 bestand Temelin bzw. Groß-Demelin aus 74 Häusern mit 583 Einwohnern. Im Ort gab es ein Wirtshaus. Zu Temelin gehörte das abseitig gelegene einschichtige Jäger- und Hegerhaus Rosow (Rozovy). Pfarrort war Křtěnow. Bis zur Mitte des 19. Jahrhunderts blieb Temelin immer zum Gut Nezdaschow untertänig.
Nach der Aufhebung der Patrimonialherrschaften bildete Velký Temelín/Groß-Temelin ab 1850 eine Gemeinde in der Bezirkshauptmannschaft und dem Gerichtsbezirk Týn nad Vltavou/Moldauthein. Die Týn nad Vltavou-Újezdec u Číčenic nahm 1898 den Betrieb auf.
1910 lebten in der Gemeinde 555 Einwohner, davon waren 554 Tschechen und ein Deutscher. Am 30. November 1914 wurde der Ortsname auf Antrag des Gemeinderates in Temelín/Temelin geändert. Während der deutschen Besetzung wurde 1943 Temelínec eingemeindet, 1945 wurde dies wieder aufgehoben. Nach der Aufhebung des Okres Týn nad Vltavou wurde Temelín 1961 dem Okres České Budějovice zugeordnet. Lhota pod Horami, Sedlec und Temelínec wurden am 12. Juni 1960 zu Ortsteilen von Temelín. Chvalešovice (mit Malešice) wurde am 1. April 1976 eingemeindet. Am 1. Juli 1985 erfolgte die Eingemeindung von Březí u Týna nad Vltavou (mit Knín, Kočín, Křtěnov, Litoradlice, Podhájí und Zvěrkovice), zugleich wurden Chvalešovice und Malešice nach Dříteň umgemeindet. Nachfolgend wurden für den Bau eines Kernkraftwerkes in der Flur Temelínec die innerhalb einer Zwei-Kilometer-Sperrzone gelegenen Dörfer Březí u Týna nad Vltavou, Knín, Křtěnov, Podhájí und Temelínec ausgesiedelt. Die Bewohner sollten zum großen Teil in die neue Plattenbausiedlung sídliště Hlinecká in Týn nad Vltavou umsiedeln. Als alternatives Angebot seitens des staatlichen Energieversorgers ČEZ, der zu sozialistischen Zeiten die Rechte zur Umsiedlung der fünf Dörfer übertragen bekam, wurde den Bewohnern der Dörfer eine geringe Zahlung angeboten. Nach der Aussiedlung wurden die Dörfer abgerissen, lediglich von Křtěnov blieben Kirche, Pfarrhaus und Friedhof erhalten. Das Kernkraftwerk wurde im Jahre 2000 in Betrieb genommen.

## Bevölkerungsentwicklung
| Jahr      | 1869 | 1880 | 1890 | 1900 | 1910 | 1921 | 1930 | 1950 | 1961 | 1970 | 1980 | 1991 | 2001 | 2011 | 2021 |
| --------- | ---- | ---- | ---- | ---- | ---- | ---- | ---- | ---- | ---- | ---- | ---- | ---- | ---- | ---- | ---- |
| Einwohner | 2920 | 2934 | 2823 | 2776 | 2772 | 2741 | 2520 | 2031 | 2012 | 1811 | 1546 | 751  | 714  | 795  | 757  |

## Wappen
Beschreibung: In Silber und Rot gespalten; mittig ein goldenes Fünfblatt mit silbernem Butzen.

## Kultur und Sehenswürdigkeiten
- Kapelle am Dorfplatz
- Kirche des hl. Prokop in Křtěnov
- Schloss Vysoký Hrádek mit Park, südöstlich des Dorfes am Kernkraftwerk, es beherbergt das Informationszentrum des Kernkraftwerkes
- Feste Býšov, südöstlich von Temelín

## Wirtschaft und Infrastruktur

### Unternehmen
Im Ortsteil Temelínec befindet sich das Kernkraftwerk Temelín (Jaderná elektrárna Temelín) mit derzeit 2 Blöcken. Die Blöcke sind mit Druckwasserreaktoren mit einer thermischen Leistung von je 3120 MW ausgestattet.